# من المسافة صفر
من المسافة صفر هو مشروع توثيقي سينمائي يضمّ 22 فيلماً قصيراً أنتج عام 2024، ومدة العرض 100 دقيقة للمخرج الفلسطيني رشيد مشهراوي، من توقيع السينمائيين والمخرجين والفنانين في قطاع غزة الذين يعيشون الأحداث عن قرب ليقدموا حكاياتهم السينمائية ويوثقونها خلال فترة العدوان الإسرائيلي على غزة ما بعد 7 أكتوبر. ومنع الاحتلال الإسرائيلي عرض أفلام من مشروع من المسافة صفر في مدينة القدس.

## قصة الفيلم
ما يميز هذا الفيلم الذي تم تنفيذه خلال الحرب، أن السينمائي يوثق ما يحدث خلال اللجوء وتحت القصف ومع أشخاص يصارعون من أجل البقاء على قيد الحياة، ويصارعون لتدبير الطعام والماء لأسرهم، وهم نفس الأشخاص الذين سيقومون بتنفيذ الفيلم السينمائي ومن هنا جاءت التسمية وفيه قصص حقيقية ما بين طوابير انتظار المياه والخبز وشحن الهواتف حيث تدخل العدسة إلى قلب الخيمة، ومشهد أمٌّ تكتب أسماء أولادها على جلدهم الطرّيّ لئلّا تضيع الهويّات إن باغتهم الموت وقصة كريم الذي ينام في كفن الموتى ليستدفئ من برد الليل. وقصص البحث تحت الركام، وهي تعود ضمن مشاهد حيّة وفي الكوابيس التي تُروى على ألسنة الأطفال ففي فيلم "24 ساعة" ل آلاء دامو، يطلّ ناجٍ ليشارك شهادته حول إنقاذه 3 مرات من تحت الأنقاض خلال يومٍ واحد. وفي "فلاش باك" لإسلام الزريعي، تحكي فتاةٌ مراهقة كيف قُصف بيتها وهي في داخله، وكيف يعود إليها المشهد يومياً في المنام. تتحدّى الصدمة وأزيز "الزنّانة" التي تحلّق في الأجواء، فتضع السمّاعات على أذنَيها وترقص على أحد السطوح برفقة هرّتها.

## العروض الدولية
عُرض الفيلم لأول مرة في مهرجان عمّان السينمائي الدولي في شهر يوليو/ تموز 2024، ومن المقرر عرضه لاحقًا في مهرجان تورنتو السينمائي في كندا.
كما رشحّت وزارة الثقافة الفلسطينية، الفيلم للمنافسة على جائزة أوسكار أفضل فيلم دولي في الدورة السابعة والتسعين.

## أسماء الأفلام
- "سيلفي" إخراج ريما محمود
- "لا إشارة" إخراج محمد الشريف
- "سينما آسفة" إخراج أحمد حسونة
- "فلاش باك" إخراج إسلام الزريعي
- "صدى" إخراج مصطفى كلاب
- "كل شيء على ما يرام" إخراج نضال دامو
- "بشرة ناعمة" إخراج خميس مشهراوي
- "المعلم" إخراج تامر نجم
- "سحر" إخراج بشار البلبيسي
- "يوم دراسي" إخراج أحمد الدنف
- "عبء ثقيل" إخراج علاء أيوب
- "جنة الجحيم" إخراج كريم ساتوم
- - "24 ساعة" إخراج علاء دعمو
- "جاد وناتالي" إخراج أوس البنا
- "إعادة التدوير" إخراج رباب خميس
- - "تاكسي ونيسا" إخراج اعتماد وشاح
- "قرابين" إخراج مصطفى النبيه
- "لا" إخراج هناء عوض
- "فرح وميرايم" إخراج وسام موسى
- "شظايا" إخراج باسل المقوسي
- - "خارج الإطار" إخراج نداء أبو حسنة
- "الصحوة" إخراج مهدي كريرة

## الإنتاج
بعد بدء الحملة على غزة، أسس المخرج السينمائي رشيد مشهراوي صندوق مشهراوي للسينما وصناع الأفلام في غزة بهدف دعم صناع الأفلام الفلسطينيين الشباب للتعبير عن أنفسهم ورواية قصصهم من خلال السينما. دعمت مشهراوي إنتاج ومرحلة ما بعد الإنتاج لـ 22 فيلمًا قصيرًا تشكل مشروع "من الصفر" تم تصويرها في مناطق مختلفة من قطاع غزة في نهاية عام 2023.

## الاستجابة الحرجة
أعطى مات زولر سيتز من روجر إيبرت.كوم الفيلم أربعة من أصل أربعة نجوم، وأشاد به باعتباره "إنجازًا مذهلاً" ليس فقط لاستكماله ولكن أيضًا للتعبير عن أن "الفن بعد الكارثة لا يزال ممكنًا فحسب، بل ضروريًا أيضًا". صرح قائلاً: "لا نفهم دائمًا الروابط بين الأشخاص في القصص الفردية، ونضطر إلى استنباطها... بدلًا من أن يكون هذا مُربكًا، فإنه يُضفي طابعًا عالميًا. نشعر أن هذا قد يحدث لنا أيضًا، أو أنه يحدث لنا بالفعل، بفضل خاصية التعاطف في سرد القصص السينمائية". واختتم سيتز قائلاً: "حتى في خضم كل هذا القتل والدمار، تبقى الرغبة في الإبداع قائمة. على الرغم من كل ما فيه من رعب وحزن، يُعد هذا الفيلم واحدًا من أكثر الأفلام التي شاهدتها تفاؤلًا".